# Rudi van Houts

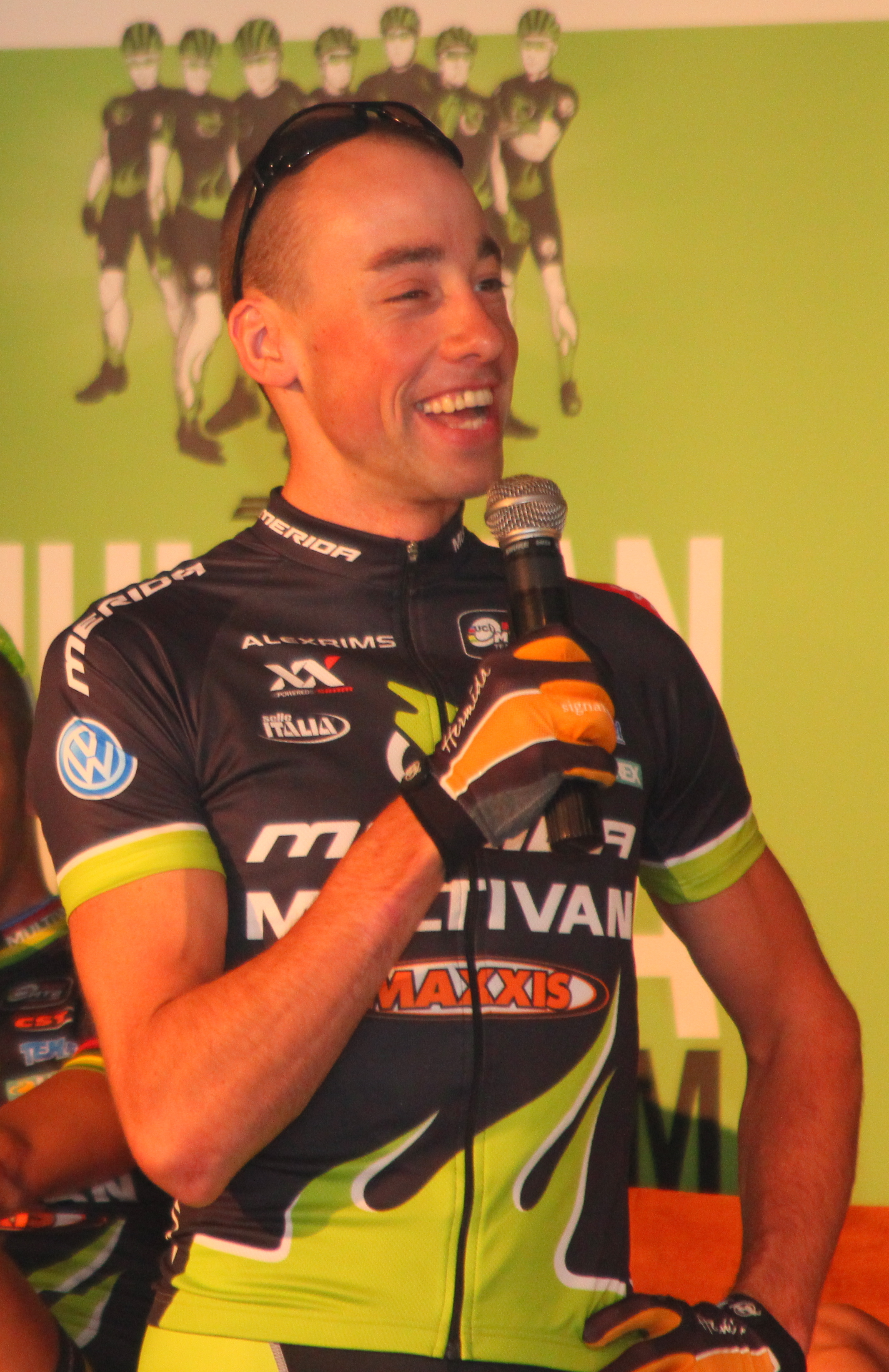
Rudi van Houts (2012)

Rudi van Houts (* 16. Januar 1984 in Luyksgestel) ist ein niederländischer Radrennfahrer, der vornehmlich im Mountainbikesport aktiv ist.
Rudi van Houts wurde 2005 in Kluisbergen Europameister im Cross Country der U23-Klasse. Im nächsten konnte er in Chies d’Alpago seinen Titel nicht verteidigen, gewann aber die Silbermedaille. In den Jahren 2010 und 2011 wurde er niederländischer Meister der Elite in dieser Disziplin. Bei den Olympischen Sommerspielen 2008 in Peking und 2012 in London nahm er am Cross Country-Wettbewerb teil und belegte die Ränge 34 und 17.

## Erfolge
2005
- Europameister – Cross Country (U23)

2010
- Niederländischer Meister – Cross Country

2011
- Niederländischer Meister – Cross Country

## Teams
Straße
- 2007 Discovery Channel-Marco Polo
- 2008 Trek-Marco Polo

MTB
- 2005 Merlan Duo-Be Onr
- 2006 Dolphin
- 2009 Multivan-Merida Team
- 2010 Multivan-Merida Team
- 2011 Multivan-Merida Team
- 2012 Multivan-Merida Team
- 2013 Multivan-Merida Biking Team
- 2014 Multivan-Merida Biking Team